# 국도 제436호선 (일본)

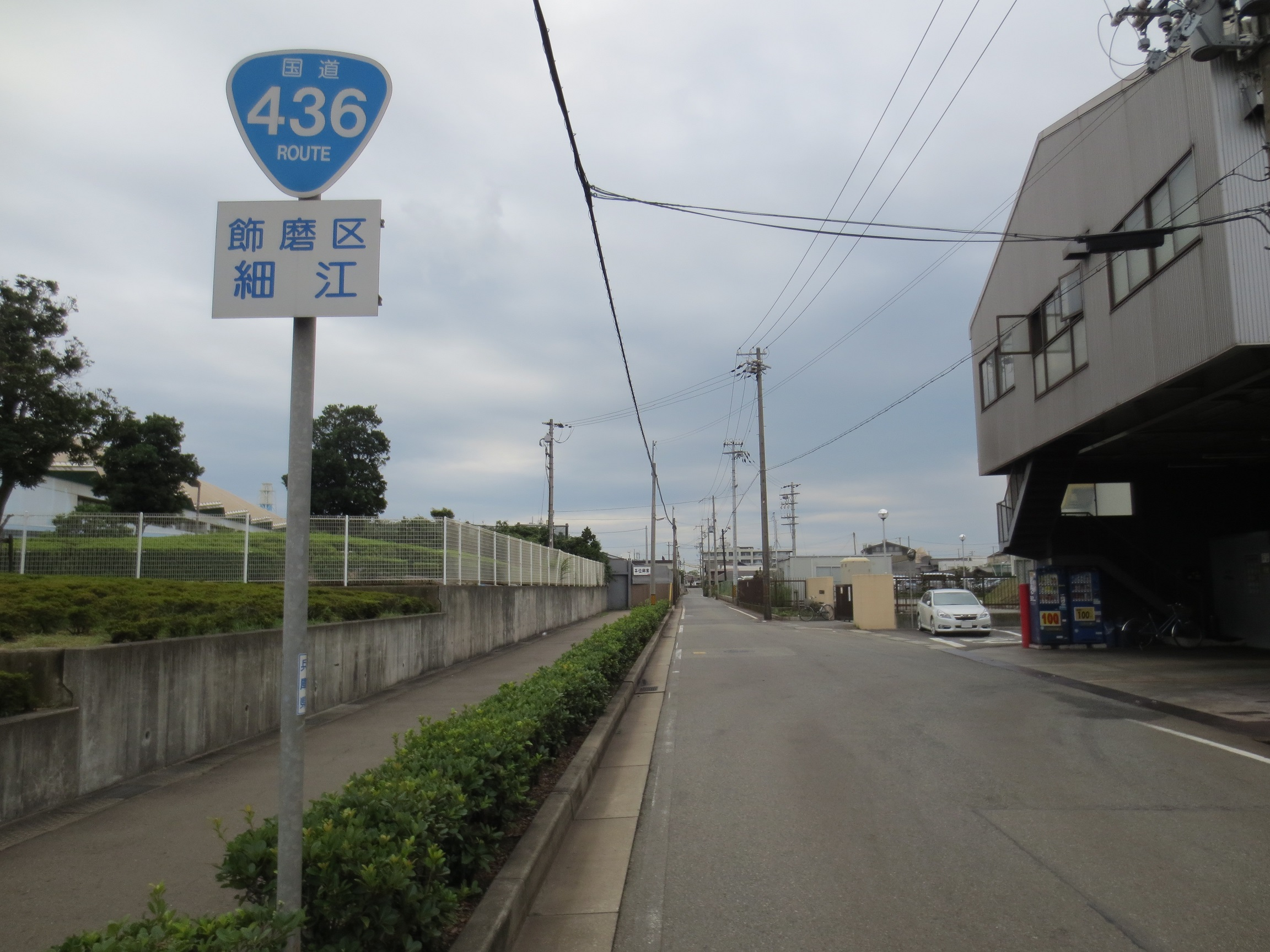
히메지 미나토 돔 앞 교차로. (2013년 9월 촬영)
진입시키자마자 시카마 부두(히메지항)를 통해 페리 타는 곳에 다다른다.

국도 제436호선(일본어: 国道436号)은 효고현 히메지시와 가가와현 다카마쓰시를 이어주는 총 연장 96.6 km, 실제 연장 30.4 km, 현도 29.5 km, 해상 구간 64.1 km의 거리를 가진 일반 국도이다. 그러나 이 국도는 바닷길을 두세번씩 이어주는 국도 노선이기도 하며, 가가와현의 구간 비중이 비교적 높다.

## 노선 정보
일반 국도의 노선을 지정하고 있는 정령에 의거한 기종점 및 경유지는 다음과 같다.
- 기점 : 히메지시 (스에히로바시 교차로 = 국도 제250호선 (일본)(일본어판)의 교점)
- 종점 : 다카마쓰시 (나카진 교차로(일본어판) = 11번 국도의 상부 및 30번 국도의 종점 및 32·193(일본어판)·492번 국도(일본어판)의 종점)
- 중요한 경과지 : 가가와현 쇼즈군 쇼도시마정·도노쇼정
- 총 연장 : 96.6 km[1]
- 중용 연장 : 2.1 km[2]
- 미공용 연장 : 64.1 km[3]
- 실제 연장 : 30.4 km
  - 현도 : 29.5 km
  - 구도 : 0.9 km[4]
  - 신도 : 없음
  - 지정 구간 : 11·30번 국도의 중복 구간

## 연혁
- 1982년 4월 1일 : 일반 국도 436호선(히메지시 - 다카마쓰시)으로 정식 지정

## 지리

### 통과하는 지자체
- 효고현 : 히메지시
- 가가와현 : 쇼즈군 쇼도시마정 - 쇼즈군 도노쇼정 - 다카마쓰시

### 교차하는 도로
- 국도 제11호선
- 국도 제30호선
- 국도 제32호선
- 국도 제193호선 (일본)(일본어판)
- 국도 제250호선 (일본)(일본어판)
- 국도 제492호선 (일본)(일본어판)